# Sound of Freedom
Sound of Freedom (englisch für „Klang der Freiheit“) ist eine US-amerikanische Filmbiografie von Alejandro Monteverde über das Wirken des US-amerikanischen Menschenrechtsaktivisten Tim Ballard, der mit seiner Organisation Operation Underground Railroad (O.U.R.) Menschenhandel bekämpft. Der Film wurde am 4. Juli 2023 veröffentlicht. Der Start in deutschen Kinos folgte am 8. November 2023. Kritiker warfen den Filmschaffenden eine Nähe zu QAnon-Verschwörungstheorien und die Verharmlosung der realen Kinderausbeutung vor.

## Handlung
In Tegucigalpa, Honduras, wird Roberto, ein mittelloser Vater von zwei Kindern, von der ehemaligen Schönheitskönigin Giselle angesprochen. Sie bietet an, mit seinen kleinen Kindern Miguel und Rocío Kindermodelverträge abzuschließen. Er akzeptiert und nimmt sie mit zum Fotoshooting. Als er zurückkommt, um seine Kinder abzuholen, sind sie weg. Es stellt sich heraus, dass die Kinder verkauft wurden, um sie als Sexsklaven zu missbrauchen.
In Calexico, Kalifornien, ist Tim Ballard (der sich selbst als einen modernen Abolitionisten betrachtet) Spezialagent für die zur United States Immigration and Customs Enforcement gehörenden Einheit Homeland Security Investigations (HSI) wo er Menschen verhaftet, die Kinderpornografie besitzen und verbreiten. Die schmerzhafte Arbeit fordert einen großen Tribut von seinem Privatleben, und das wird noch schlimmer, als ein anderer Agent, namens Chris, darauf hinweist, dass sie viele Kinderräuber festgenommen haben, es ihnen aber nicht gelungen ist, auch nur ein einziges Kind vor der Ausbeutung zu retten. Tim weiß, dass das daran liegt, dass sich die meisten von ihnen außerhalb der USA befinden, aber Chris‘ Worte bleiben ihm im Gedächtnis. Er spricht mit einem verhafteten Triebtäter namens Ernst Oshinsky und gibt vor, selbst eine Pädophilie zu haben. Als er Oshinskys Vertrauen gewonnen hat, kann er durch ein Treffen mit einem Sklavenkind den Mann verhaften, der Robertos Sohn Miguel gekauft hat. Tim rettet Miguel, freundet sich mit ihm an und bittet ihn um Informationen, die ihm helfen würden, die anderen Kinder zu finden.
Tim erfährt, dass Miguels Schwester Rocío immer noch vermisst wird und der Junge bittet ihn, sie zu retten. Tim arrangiert, dass Miguel nach Hause zu Roberto zurückkehrt, aber nicht bevor Miguel Tim die Halskette des Heiligen Timotheus seiner Schwester gibt. Tim macht sich auf die Suche nach Rocío und seine Suche führt ihn nach Cartagena in Kolumbien. Er trifft sich mit Vampiro, einem ehemaligen Kartellbuchhalter, der sich dafür einsetzt, Kinder vor dem Sexhandel zu retten. Nachdem Tim von der Schließung eines Kindersexclubs in Thailand gelesen hat, beschließt er, dass dies die perfekte Tarngeschichte ist, um eine große Anzahl von Kindern, die durch Giselle entführt wurden, durch eine verdeckte Operation zu befreien. Vampiro engagiert einen kolumbianischen Polizisten, Jorge, und einen wohlhabenden Bürger namens Paul, um Tims Mission zu unterstützen. Tims HSI-Vorgesetzter Frost kann die Operation nicht finanzieren und bittet ihn, in die USA zurückzukehren. Tim gibt stattdessen seine Stelle in den USA auf.
Frost kann Mitarbeiter der US-Botschaft in Kolumbien davon überzeugen, bei Tims Rettungsaktion zu helfen. Undercover, in einer Art Sting-Operation, überreden sie Giselle, ihnen 54 Kinder zu verkaufen, verhaften erfolgreich alle Kriminelle und befreien die Kinder – aber Rocío ist nicht unter ihnen. Nach der Befragung eines Mitarbeiters von Giselle erfährt Jorge, dass Rocío an die FARC-EP verkauft wurde, die sich tief im Amazonasgebiet verstecken. Jorge informiert Tim, dass es keine Möglichkeit gibt, das Mädchen zurückzuholen, da die Region größtenteils aus nicht kartierter Dschungelwildnis besteht und jedes Rebellengebiet eine Flugverbotszone für die kolumbianische Regierung ist. Vampiro schlägt vor, dass Ärzte zu medizinischen Zwecken in die Region dürfen, was Tim auf die Idee bringt, sich als Ärzte auszugeben. Jorge stimmt der riskanten Operation widerwillig zu. Tim und Vampiro versuchen verkleidet in feindliches Gebiet einzudringen, aber die Rebellen verweigern mehreren den Zutritt. Tim erhält Zugang zum Lager, in dem Rocío festgehalten wird, und erfährt, dass sie als persönliche Sexsklavin für den Rebellenführer El Alacrán („der Skorpion“) missbraucht wird und zusammen mit anderen Kokablätter zerdrücken muss, um letztlich Kokain daraus zu gewinnen, das den Rebellenkrieg gegen die kolumbianische Regierung finanziert. Tim ist gezwungen, El Alacrán während der Befreiung von Rocío zu töten. Obwohl die Rebellen sie verfolgen und auf sie schießen, bringt Tim Rocío in die Freiheit. Bevor sie sich trennen, gibt er ihr die Halskette zurück, die Miguel ihm zuvor gegeben hat. Rocío wird schließlich zu ihrem Vater und ihrem Bruder zurückgebracht und die Familie kehrt nach Honduras zurück.
In einem Epilog heißt es, Tim Ballard habe vor dem Kongress der Vereinigten Staaten ausgesagt und behauptet, dass diese Aussage zur Verabschiedung von Gesetzen geführt habe, die die Regierung zur internationalen Zusammenarbeit mit anderen Staaten bei Ermittlungen zum Sexhandel verpflichten. Im Epilog wird auch erwähnt, dass in der Gegenwart mehr Menschen versklavt seien als jemals zuvor in der Geschichte der Sklaverei.

## Produktion und Veröffentlichung
Die Dreharbeiten begannen im Sommer 2018. Der Großteil des Films wurde in Cartagena (Kolumbien) gedreht. Mehrere Szenen wurden in Calexico (Kalifornien) gedreht. Für die Filmproduktion stand ein Budget von 14,5 Millionen US-Dollar zur Verfügung.
Laut Hauptdarsteller James Caviezel ist Sound of Freedom für ihn der wichtigste Film nach Die Passion Christi, bei der er Jesus Christus darstellte.
Für die Rollenarbeit nahm Caviezel an Operationen von Operation Underground Railroad als Beobachter teil.
Tim Ballard drängte die Produzenten des Films dazu, Cavieziel für die Hauptrolle auszuwählen, die sich jedoch erst sträubten, weil sie einen Darsteller suchten, der Ballard optisch ähnlich sieht. Jedoch sei Ballard aufgrund der Schauspielleistung von Caviezel in Die Passion Christi und in Monte Cristo nicht zu überreden gewesen, einen anderen als Darsteller für die Hauptrolle auszuwählen.
Nachdem der Film fertiggestellt war, wurde für den Vertrieb das Studio 20th Century Fox gewonnen. Dieses wurde jedoch von The Walt Disney Company gekauft, die den Film nicht produzieren wollten. Daraufhin kauften die Filmemacher die Vertriebsrechte zurück. Produzent Eduardo Verástegui kontaktierte eigenen Angaben zufolge sowohl Netflix als auch Amazon, die jedoch ohne Angabe von Gründen ablehnten, die Filmproduktion zu finanzieren oder den Film zu vertreiben. Die Rechte zum weltweiten Vertrieb wurden schließlich von den Angel Studios erworben. Angel Studios hatte durch Equity-Crowdfunding 5-Millionen-Dollar erhalten, um die für den Vertrieb und die Vermarktung des Films erforderlichen finanziellen Mittel aufzubringen. 7.000 Menschen hatten dafür gespendet, sodass Angel sein 5-Millionen-Dollar-Ziel in zwei Wochen erreichen konnte.
Der Film kam am 4. Juli 2023 in die US-amerikanischen Kinos und spielte dort innerhalb von weniger als drei Wochen 110 Millionen US-Dollar ein. Am 8. November 2023 erfolgte der deutsche Kinostart, und am 23. Februar 2024 wurde der Film auf DVD und Blu-ray Disc veröffentlicht.

## Rezeption

### Bewertung
Rotten Tomatoes führt mit Stand 22. Oktober 2023 insgesamt 81 Kritiken auf, die den Film im Durchschnitt zu 58 % positiv bewerten. Auf Rotten Tomatoes selbst wurden mehr als 10.000 Bewertungen zum Film abgegeben, die den Film im Durchschnitt zu 99 % positiv benoteten.
Die von CinemaScore befragten Zuschauer gaben dem Film im Durchschnitt Bestnoten.
Owen Gleiberman von Variety bewertete den Film positiv und schrieb: „Nehmen wir an, dass Sie wie ich kein rechtsfundamentalistischer Verschwörungstheoretiker sind, der nach einem düsteren, glaubensbasierten Spannungsfilm sucht, den er sich über das Feiertagswochenende ansehen kann … Selbst dann muss man keine extremen Überzeugungen haben, um Sound of Freedom als einen fesselnden Film zu erleben, der ein authentisches Licht auf einen der entscheidenden kriminellen Schrecken unserer Zeit wirft, einen, vor dem Hollywood bisher größtenteils zurückgeschreckt ist.“
Alan Ng von Film Threat empfahl den Film ebenfalls: „Sound of Freedom ist fast so, als würde man Tim Ballard dabei zuhören, wie er seine unglaubliche Geschichte über die Rettung von Kindern erzählt und sie auf der Leinwand dramatisiert. Es ist herzlich, informativ und inspirierend.“
Sam Adams von Slate sagte in seiner Rezension unter anderem, dass der Film „mit einer Ansammlung von Anspielungen erscheint, die von seinem Star und dessen Unterstützern verbreitet wurden“ – „verschwörerische Andeutungen wie wer nicht möchte, dass diese Geschichte erzählt wird, was echte Menschenhändler wirklich vorhaben.“
Bewertungen aus US-amerikanischen christlichen Glaubensgemeinschaften waren größtenteils positiv. Michael Foust von Crosswalk.com erklärte, der Film sei „schmerzhaft anzusehen“, aber „notwendig“ und fügte hinzu: „Caviezel ist großartig als Tim Ballard. Die Kameraführung, die Musik und das Drehbuch sind perfekt. Es ist kein Film, den man sich immer wieder ansieht, aber es ist ein Film, den man Familie und Freunden empfehlen wird. Filmisch ist er ausgezeichnet.“
Die Redaktion des Lexikon des internationalen Films vergab eineinhalb von fünf möglichen Sternen und bemängelt, „dass die unentschlossene Inszenierung keinerlei Spannung zu erzeugen [vermag]. Stattdessen soll eine Stimmung unterdrückter Wut und stiller Sorge kreiert werden, was jedoch schnell bevormundend ausfällt.“

### Zweifel an Faktentreue und Kritik an Organisation
Während der Film von realen Ereignissen von Tim Ballard und seiner Organisation O.U.R. inspiriert wurde, wurden die Berichte über diese Ereignisse von Forschern und Reportern infrage gestellt. Laut einem Recherchebericht von Vice News aus dem Jahr 2020 hat Ballard die Rolle seiner Organisation bei der Rettung eines Opfers ausgeschmückt. In einem Folgeartikel aus dem Jahr 2021 wurde kritisiert, dass zum einen unerfahrene Spender und Prominente Teil seines Einsatzteams sind und dass O.U.R eine unseriöse Einsatzvorbereitung habe. Diesbezüglich mangele es bei O.U.R. an der Überwachung von einsatzbezogenen Personen und an der Überprüfung der Personen, die die Organisation retten will. Vice News kritisierte, dass die Organisation versäume zu überprüfen, ob die zu rettenden Personen tatsächlich Opfer von Menschenhandel sind, oder lediglich legal arbeitende Sexarbeiter. Das Magazin Slate recherchierte einer von O.U.R. durchgeführten Razzia in der Dominikanischen Republik im Jahr 2014 nach; das Magazin berichtete, dass die Razzia wahrscheinlich die „geretteten“ Kinder traumatisierte. Anne Gallagher, die vom US-Außenministerium als „die weltweit führende Expertin für das Völkerrecht zum Menschenhandel“ bezeichnet wird, wobei jedoch über ihre Tätigkeiten selbst wenig bekannt ist, schrieb im Jahr 2015, dass O.U.R. einen „alarmierenden Mangel an Verständnis darüber“ habe, wie an „Menschenhandelsnetzwerke herangegangen und diese zerschlagen werden müssen“. Die Expertin bezeichnete die Arbeit von O.U.R als „arrogant, unethisch und illegal“.
Die Investigativjournalisten Lynn Packer und Damion Moore vom American Crime Journal behaupteten, dass Tim Ballard über seine Beteiligung an dem im Film dargestellten Fall gelogen und Details über seine Aktivitäten gegen Sexhandel mit Kindern erfunden hat.
Obwohl der Film keine QAnon-Verschwörungstheorien erwähnt, warfen einige Kritiker den Filmemachern vor, die Realität der Kinderausbeutung zu beschönigen und QAnon-Verschwörungstheorien zu schüren.